# Reel 2 Real
Reel 2 Real was een project rondom de zanger/rapper The Mad Stuntman (echte naam Mark Quashie) en producer Erick Morillo. Reel 2 Real scoorde halverwege de jaren 90 van de vorige eeuw enkele grote hits.
The Mad Stuntman werd geboren in Trinidad, maar woonde vanaf zijn negende jaar in Brooklyn, New York. Hij ontmoette daar de producer Erick Morillo en samen maakten ze de hit I like to move it. Dit nummer werd in 1993 een grote clubhit. Een jaar later werd het nummer op single uitgebracht, en scoorde in onder meer Nederland een nummer 1-hit.
Later volgden singles als Go on move, Can you feel it en Raise your hands. The Mad Stuntman verliet Reel 2 Real in 1996. Morillo ging nog even door met de singles Jazz it up en After the rain. Sinds 1997 is er geen nieuw materiaal van Reel 2 Real verschenen.

## Discografie

### Albums
| Album met eventuele hitnotering(en) in de Nederlandse Album Top 100 | Datum van verschijnen | Datum van binnenkomst | Hoogste positie | Aantal weken | Opmerkingen |
| ------------------------------------------------------------------- | --------------------- | --------------------- | --------------- | ------------ | ----------- |
| Move It!                                                            | 1994                  | 22-10-1994            | 52              | 7            |             |
| Reel 2 Remixed                                                      | 1995                  |                       |                 |              |             |
| Are You Ready For Some More?                                        | 1996                  |                       |                 |              |             |

### Singles
| Single met eventuele hitnotering(en) in de Nederlandse Top 40 | Datum van verschijnen | Datum van binnenkomst | Hoogste positie | Aantal weken | Opmerkingen                        |
| ------------------------------------------------------------- | --------------------- | --------------------- | --------------- | ------------ | ---------------------------------- |
| I like to move it                                             | 1994                  | 12-03-1994            | 1(4wk)          | 19           | Met The Mad Stuntman / Alarmschijf |
| Go on move                                                    | 1994                  | 09-07-1994            | 10              | 7            |                                    |
| Can you feel it                                               | 1994                  | 15-10-1994            | 22              | 5            | Dancesmash op Radio 538            |
| Raise your hands                                              | 1994                  | 10-12-1994            | tip8            | -            |                                    |
| Jazz it up                                                    | 1996                  | 20-07-1996            | 30              | 3            | Dancesmash op Radio 538            |